# Raja undulata
La razza ondulata (Raja undulata 
Lacépède, 1802) è un pesce cartilagineo appartenente alla famiglia Rajidae.

## Descrizione

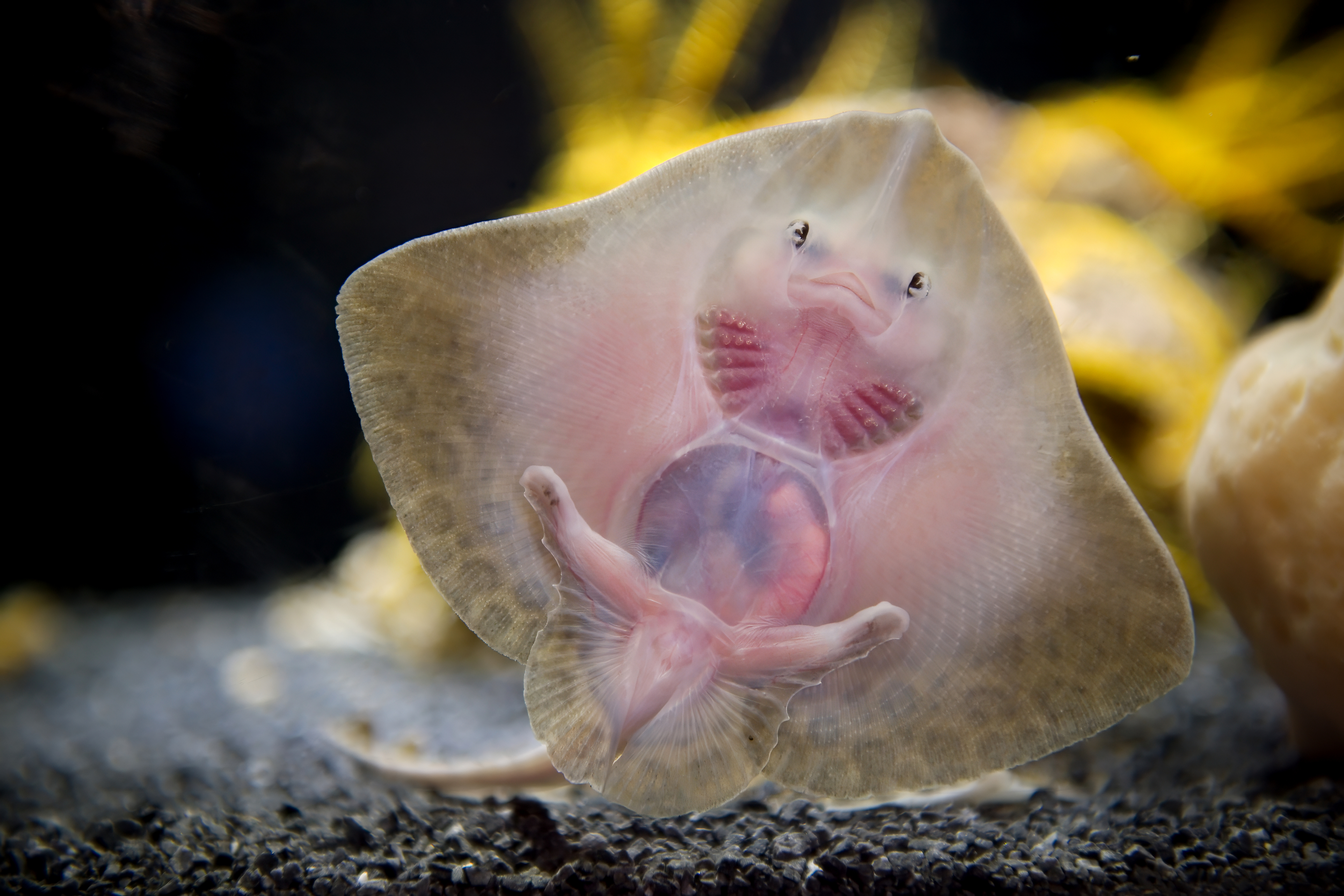
Lato ventrale, fotografato in acquario

Il corpo della razza ondulata è quello tipico della sua famiglia, con un disco fortemente compresso, a forma triangolare nella zona anteriore e semicircolare in quella posteriore, formato dallo sviluppo estremo delle pinne pettorali. Il muso presenta un rostro appena accennato. Gli occhi sono piccoli e seguiti dai due spiracoli. Presenta numerosi denticoli sviluppati in forma di spine, che si concentrano particolarmente lungo la linea mediana, per proseguire sulla coda. Sul ventre si aprono bilateralmente le cinque fessure branchiali, di piccole dimensioni, e più anteriormente la bocca, di forma leggermente arcuata, e le due narici. Possiede da 40 a 50 file di denti sul mascellare superiore, i centrali a forma di cuneo, quelli mediani appuntiti e quelli esterni a forma di scalpello. Dietro alle due pinne pettorali protrudono le due pinne ventrali, con i due emipeni negli esemplari di sesso maschile. Dall'apice posteriore del corpo si diparte una robusta appendice caudale lunga circa quanto il disco, provvista nella sua parte terminale di due pinne dorsali ben distinte tra loro.
La colorazione sul dorso varia tra il bruno ed il giallo paglierino, più chiaro sui margini ed in particolare sul muso, con caratteristici disegni formati da linee scure ondulate e macchie chiare distribuite ovunque, a formare un disegno complesso con finalità mimetiche. Il lato ventrale è chiaro, bianco lattescente, più scuro ai margini e sulla coda.
Può raggiungere una lunghezza di 100 cm ed i 10 kg di peso.

## Distribuzione e habitat
Vive presso le coste orientali dell'Atlantico, spingendosi a nord fino alle piattaforme continentali centromeridionali di Irlanda ed Inghilterra, ed a sud fino al Senegal e alle Canarie, ma con una distribuzione irregolare. Le aree dove sembra essere più comune sono le coste sudovest irlandesi, la zona orientale della Manica, ed il sud del Portogallo. La sua presenza è segnalata anche nel Mediterraneo occidentale, dove però viene rinvenuta di rado, e quindi è da ritenersi piuttosto rara, mentre risulta pressoché assente dal bacino orientale.
Come gran parte delle razze vive in prossimità dei fondali prediligendo quelli sabbiosi o melmosi, tra i 50 ed i 200 metri di profondità, ma spingendosi in alcuni casi anche a quote inferiori, specialmente in giovane età, ed entrando in baie ed estuari.

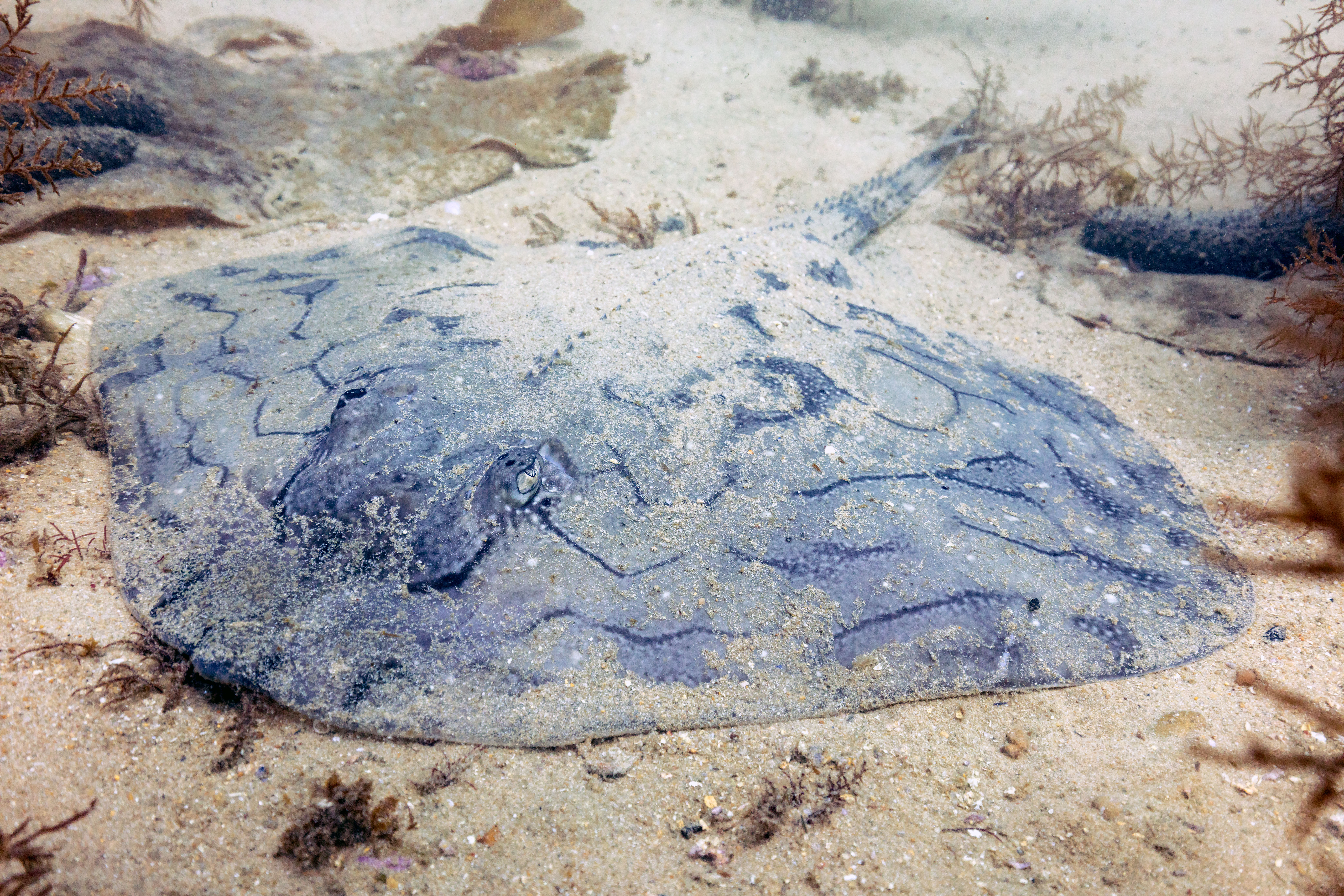
Esemplare al largo delle coste del Portogallo

## Biologia
Non esistono molti dati riguardo alla biologia di questa specie. L'analisi delle sue vertebre ha dimostrato un tasso di crescita piuttosto lento, ed una durata della vita stimata intorno ai 20-23 anni.

### Alimentazione
Essendo animale prettamente bentonico, si nutre di piccoli pesci, crostacei, molluschi ed altre creature di fondo di piccole dimensioni.

### Riproduzione
Si tratta di una specie ovipara. Le uova hanno forma di capsule oblunghe di colore scuro dotate ai loro angoli di appendici simili a corna. Sono lunghe tra i 72 ed i 90 mm, e larghe tra i 42 ed i 52 mm. Ogni femmina ne depone molte decine, ed il periodo di incubazione è di circa 3 mesi. I giovani appena nati tendono a seguire oggetti di grandi dimensioni, forse scambiandoli per la madre.

## Pesca e rapporti con l'uomo
Questa specie non è oggetto di pesca mirata, ma viene comunque catturata dalle reti a strascico, ami innescati ed altre forme di pesca non selettiva. Le sue carni, pur non essendo considerate di pregio, sono apprezzate in alcune località.
Si è dimostrata una specie facilmente adattabile alla vita in cattività, per cui è ospitata in molti acquari dotati di vasche di capacità sufficiente.

## Stato di conservazione
La pressione dovuta alla pesca, la progressiva distruzione degli habitat, la crescita lenta e la maturità sessuale tardiva sono fattori che rischiano di incidere sensibilmente su questa specie, avendo già portato a drastiche diminuzioni in aree dove una volta era comune, motivo per cui nel 2009 è stato deliberato il divieto di cattura in alcune aree. Raja undulata è al momento classificata dalla IUCN tra le specie in serio pericolo di estinzione (EN).